# Shūya Gōenji
Shūya Gōenji (豪炎寺修也 Gōenji Shūya?, int. Axel Blaze) es un personaje principal del anime, manga y videojuego llamado Inazuma Eleven. Es el delantero estrella del equipo Raimon y del Inazuma Japón, la selección nacional de Japón. Lleva el dorsal número 10 en todos los equipos en los que ha jugado. En Inazuma Eleven GO, fue el Gran Emperador del Sector Quinto durante el Camino Imperial, un torneo de fútbol entre institutos, haciéndose llamar Alex Zabel (Ishido Shūji, イシドシュウジ).

## Personalidad
Axel Blaze (Shūya Gōenji) es un personaje que tiende a ocultar sus sentimientos y emociones. Se muestra como alguien cerrado y serio, con una actitud madura y distante. Sin embargo, con su hermana menor, Yūka (Julia), deja ver un lado más afectuoso y natural.
Adopta una postura de "tipo duro", dando la impresión de que nada le afecta, pero en realidad actúa como una figura racional dentro del equipo. Es inteligente, reservado y normalmente solo habla cuando tiene algo importante que decir. Su presencia suele aportar equilibrio en momentos de tensión.
Una de sus formas más características de intervenir cuando un compañero duda o pierde el rumbo es utilizar su técnica Tornado de Fuego como método de impacto psicológico, buscando hacerlos entrar en razón. Este comportamiento se ha mostrado, por ejemplo, con Mark Evans (Mamoru Endō), a quien lanza un balonazo cuando necesita hacerlo reaccionar. También se han mostrado escenas similares con Jude Sharp (Yūto Kidō), Shawn Froste (Shirō Fubuki) y Austin Hobbes (Toramaru Utsunomiya).
Aunque tanto él como Claude Beacons "Torch" (Haruya Nagumo "Burn") utilizan técnicas de tipo fuego, Axel se diferencia por su actitud más fría, controlada y reflexiva.

## Historia

### Torneo Fútbol Frontier
Axel era el delantero estrella del Instituto Kirkwood, pero se tuvo que mudar al Raimon por el accidente de su hermana Julia quien fue atropellada, provocado por Ray Dark para que Axel no pudiese jugar, así que la llevaron al hospital Inazuma. Axel decidió abandonar el fútbol y le prometió a su hermana pequeña que no volvería a jugar nunca más, pero al llegar al Instituto Raimon se encuentra a Mark Evans, portero y capitán del equipo de fútbol del Raimon quien de inmediato le pide que se una al equipo, pero Axel se niega. Al día siguiente, el Instituto Raimon tiene un partido contra la Royal Academy en el que el Raimon iba perdiendo 20-0 y Axel, al ver que Mark no se da por vencido decide jugar. Tras el abandono de Willy, y su entrada, Mark consigue parar con la Mano Celestial (Mano Fantasma en Latinoamérica) el Triángulo Letal de la Royal Academy, pasa el balón a Axel, que sale corriendo hacia la portería contraria y metiendo gol con su Tornado de Fuego. Tras ese gol, la Royal Academy se retira y el instituto Raimon ganó el partido por abandono, que permitió que el club de fútbol del Raimon no sea cerrado. Tras el partido Axel vuelve a negarse a entrar al equipo, pero un día Mark lo ve entrar al hospital, cuando Axel le ve, le cuenta el accidente de su hermana y Mark se disculpa por haberle seguido y haberle pedido que se uniera al club de fútbol. Un día, Axel va a ver el entrenamiento del Raimon cuando Nelly Raimon (Natsumi) se acerca a él y le dice que sabe lo que le ocurrió a su hermana y que si tantas ganas tiene de unirse al club de fútbol del Raimon que lo haga, pero Axel se niega y Nelly le dice que su hermana era la persona que más le gustaba verle jugar al fútbol y que sin jugar al fútbol no iba a conseguir nada. Tras hablar con Nelly, Axel se da cuenta de que lo que le decía Nelly era verdad y decide unirse al club de fútbol. Tras unirse, Axel le hace una nueva promesa a su hermana que consiste en que no va a perder hasta que despierte. Aprende supertécnicas junto al Raimon para vencer a los equipos rivales como el Tornado Dragón contra el Occult, Trampolín Relámpago contra el Wild, el Super Relámpago contra el Brain que copia su técnica Tornado de Fuego, Supertrampolín Relámpago contra la Royal Academy, Pájaro de Fuego contra el Shuriken, Ruptura Relámpago contra el Farm, el Pingüino Emperador Número 2 contra el Kirkwood, Tornado Combinado y Tornado Fénix contra el Zeus y así cumple su promesa ganando el Fútbol Frontier, convirtiéndose en el delantero estrella del equipo.

### Academia Alius/Instituto Alien
Después de que el Raimon ganara el Torneo Frontier, Axel va al hospital a contarle a Julia que habían ganado el torneo pero cuando Julia se despierta entran en la habitación de Julia, 3 hombres misteriosos.
Mientras tanto, el Raimon regresa al instituto cuando lo encuentran destruido por completo a manos de unos extraterrestres a los que retan a un partido que el Instituto Raimon pierde. Tras aquel partido, Axel, junto al resto de su equipo, decide luchar contra los extraterrestres y acabar con la destrucción de institutos. Tras el segundo partido contra la Academia Alius, Axel es expulsado del equipo, y él decide marcharse para no obstaculizar al equipo, ya que los tres hombres que querían hablar con él, tras salir de la habitación de su hermana, lo amenazaron diciéndole que si no se unía a la Academia Alius (posiblemente querían que se uniera a los Emperadores Oscuros, como habían hecho los demás del equipo) harían daño a su hermana. Después de que el Raimon consiguiese derrotar a Tormenta de Géminis y empatar contra Épsilon, viajan a Okinawa, en busca de un jugador al que llaman el "Delantero de Fuego", que todo el equipo cree y espera que sea Axel. Aparece Torch diciendo que él era el Delantero de Fuego y les muestra su Llamarada Atómica en la prueba para entrar al equipo aunque al final no se une. Durante el partido contra el Épsilon Plus (el Épsilon cambia su nombre tras el empate contra el Raimon), el detective Smith y la policía consiguen poner a salvo a Julia y capturar a los hombres que amenazaron a Axel. Axel regresa al equipo durante el partido contra el Nuevo Épsilon y marca un gol con su nueva técnica llamada Tormenta de Fuego. Después de jugar contra el Diamond (Polvo de Diamantes en el videojuego), Caos y ganar a Génesis, el Raimon debe jugar contra los Emperadores Oscuros, un equipo formado por los miembros que habían abandonado el equipo o que se habían lesionado, que acaba en empate.

### Torneo Fútbol Frontier Internacional
Tres meses después, se forma la Selección de Japón para enfrentarse a nivel mundial con equipos de todos los países, Axel es seleccionado para formar parte del equipo y, durante el TFI, aparecen nuevas combinaciones y técnicas mejoradas por parte de los miembros de Inazuma Japón. En el partido contra Big Waves, Axel aprendió el Torbellino de Fuego. En la final asiática contra los Dragones de Fuego, Axel tiene mucha presión debido a los problemas con su padre, que quiere que deje el fútbol para ser médico después del partido contra los Dragones de Fuego. Pero al acabar la final al ver las ganas que le habían puesto a la Tormenta del Tigre, su padre se da cuenta de que el fútbol lo es todo para Axel y que Inazuma Japón le necesita y le permite continuar jugando al fútbol. En el partido contra Los Emperadores aprende el Fuego Total junto a Xavier y Austin. En el partido contra Os Reis, Kevin usa su nueva técnica, el Megadragón y Axel lo combina con el Torbellino de Fuego dando a luz el Torbellino Dragón. En la final del TFI intentan hacer una técnica que supere a la Tormenta del Tigre y junto a Austin y Caleb intentan realizarla, pero solo funcionaba junto a Mark en el lugar de Caleb. Decidieron llamarla Tiro a Reacción, la única técnica que pudo superar a la Mano Espiritual de Héctor Helio (el último gol del torneo).

### Inazuma Eleven GO
Aparece en un flashback de Arion Sherdwind (Tenma Matsukaze) donde muestra que Axel salvó su vida de pequeño y desde ese momento Axel ha sido el héroe de Arion, eso ocurrió durante la saga de la Academia Alius, más concretamente cuando Axel iba a jugar contra el Nuevo Épsilon.
Más adelante, en el Episodio 24, se confirma que Axel es Alex Zabel, Setei del Sector Quinto, ya que Mark Evans (antiguo capitán del Raimon, ya adulto) le llama por su verdadero nombre.
Más tarde en el Episodio 36 habla con Arion. Y en Episodio 37 va a visitar a Sol Daystar (Taiyo Amemiya) al hospital.
En el Episodio 45 aparece hablando con Arion y ya no lleva mechas. Después del Camino Imperial crea una organización para que jugadores del Raimon enseñen fútbol en escuelas a niños pequeños, para que se mantenga el cariño por este deporte.

### Inazuma Eleven GO Chrono Stone
En el Episodio 1, que fue comentado por Arion que, después del Camino Imperial, Axel creó un programa de formación de fútbol para enseñar a los niños de todo Japón como jugar al fútbol y que este es el motivo por el que viajaba por todo el país. Más tarde, cuando Alpha viaja atrás en el tiempo donde Axel salva a Arion y ve cómo Axel pateó la pelota, pero Alpha detiene el chut que hizo Axel incapaz de salvar a Arion de las lesiones. Axel aparece como adulto en el Episodio 7. Se reunió con los miembros restantes del Raimon. Él sabía de El Dorado y lo que le pasó a Mark. Entonces reveló que posee una pulsera de tiempo, similar a la de Vladimir Blade (Yūichi Tsurugi) que se muestra en el Episodio 3, dado a él por alguien solo conocido como "ayudante X". Sugirió que los jugadores Raimon podían practicar en Dios Eden, con el fin de dominar las armaduras espirituales y luchar contra el Protocolo Omega 2.0 y liberar a Mark.
En el Episodio 18, le dijo a Nishiki que Axel está retrasando la demolición del club de fútbol de Raimon. Más tarde en el mismo episodio se presentó en el club de fútbol Raimon, con lo que el artefacto necesario para viajar a la era de Juana de Arco y decirle al club que El Dorado no quiere desterrar el fútbol solamente, sino eliminarlo por la mayoría manera despiadada. También dice que los que todavía le gusta el fútbol están siendo atacados, uno tras otro por la gente de que están siendo controlados por el Protocolo Omega 3.0.
Él volvió a aparecer en el Episodio 22, donde se llevó el artefacto para viajar a la era de los Tres Reinos, escritura de Shokatsu Koumei, a David Evans. También le habla a Sol sobre la misión para traer de vuelta el fútbol real y que es su motivo para unir Raimon.
En el Episodio 39, se convirtió en el entrenador del Equipo 3 de El Dorado, y escogió a Arion como capitán.

## Nombres en otros idiomas
| Idioma                  | Nombre                                                          |
| ----------------------- | --------------------------------------------------------------- |
| Japonés                 | 豪炎寺 修也 (Gōenji Shūya) イシド シュウジ (Ishido Shūji)       |
| Español (España)        | Axel Blaze Alex Zabel (gran emperador)                          |
| Español (Latinoamérica) | Shūya Gōenji (Inazuma Eleven) Axel Blaze (Inazuma Eleven: Ares) |